# 大嶋拓
大嶋 拓（おおしま たく、1963年4月6日 - ）は、日本の映画監督。東京都世田谷区出身。

## 経歴
昭和時代の劇作家青江舜二郎の長男として誕生。東京都立新宿高等学校、慶應義塾大学文学部人間関係学科卒業。
1988年、『ドコニイルノ？』がぴあフィルムフェスティバルの入選作品となる。同年、シナリオライターとしてデビュー。1994年、初の劇場用長編映画『カナカナ』を製作・監督。ベルリン国際映画祭、モントリオール世界映画祭、ウィーン国際映画祭などに正式招待され、「新感覚の日本映画の出現」と注目を集める。
2000年に公開の長編第２作『火星のわが家』（第12回東京国際映画祭にてプレミア上映）では、堺雅人を初めて映画に起用、また2008年公開の『凍える鏡』では田中圭を初めて主演に抜擢する。
2012年、秋田県芸術選奨特別賞（ふるさと文化賞）を受賞。2014年、『影たちの祭り』が厚生労働省社会保障審議会特別推薦児童福祉文化財に選定される。

## 監督・脚本作品

### 映画
- ドコニイルノ？（1988年） ※ぴあフィルムフェスティバル1988入選
- 三島手風の生活（1992年） ※イメージフォーラムフェスティバル1992奨励賞受賞
- カナカナ（1994年）
- 冷ややかな乳白色（1995年） ※イメージリングス 5.25旗揚げ戦にて上映
- 火星のわが家（1999年）
- 39－19（2002年）
- 粉雪の布団（2003年）
- いくつもの、ひとりの朝（2004年）
- 凍える鏡（2008年）
- 影たちの祭り（2013年）
- 鎌倉アカデミア 青の時代（2017年）
- 浜の記憶（2019年）
- 空へ ふたたび（2022年）

### オリジナルビデオ
- ウイークエンド・ピース（1997年）
- 2000年のひとり寝（2000年）
- 湿った指（2001年）
- チョコチップ漂流記（2001年）
- ナイト・フレエム（2002年）
- 実験室（2005年） ※青江舜二郎生誕百年記念DVD

### テレビ/配信ドラマ
- Bye Bye（1999年） ※テレビ東京「はいかい」内にて放映。後に劇場公開
- 踏切注意（2002年）
- フタリノハナビラ（2003年）

### ボイスドラマ
- 水のほとり（2005年） ※青江舜二郎生誕百年記念CD

### 舞台
- 真綿の首飾り（2001年）

## 著書
- 『龍の星霜 異端の劇作家 青江舜二郎』（2011年4月 春風社）